# Volta a Turquia 2016
La Volta a Turquia 2016 va ser la 52a edició de la Volta a Turquia. La cursa es disputà entre el 24 d'abril i l'1 de maig de 2016, amb un recorregut de 1.265,7 km distribuïts en vuit etapes. La cursa formà part del calendari UCI Europa Tour 2016 amb una categoria 2.HC.
El vencedor final fou el portuguès José Gonçalves (Caja Rural-Seguros RGA), que s'imposà per 18" a l'espanyol i company d'equip David Arroyo. Completà el podi el kazakh Nikita Stalnov (Astana City). Aquesta edició de la Volta a Turquia quedà marcada per la segona i tercera etapes, en què primer el Caja Rural-Seguros RGA i després el Lotto Soudal dinamitaren la cursa i establiren unes diferències que van fer impossible la reacció dels rivals.
En les classificacions secundàries Manuel Belletti (Southeast-Venezuela) guanyà la classificació per punts, Przemysław Niemiec (Lampre-Merida) la de la muntanya, Lluís Mas (Caja Rural-Seguros RGA) la dels esprints intermedis i el Caja Rural-Seguros RGA la classificació per equips.

## Equips participants
Amb una categoria 2.HC dins l'UCI Europa Tour, els equips UCI World Tour poden representar fins a un 70% dels equips participants, mentre la resta poden ser equips continentals professionals, equips continentals turcs i un equip nacional turc.
En aquesta edició són 16 els equips que hi prenen part: 2 World Tour, 8 equips continentals professionals i 6 equips continentals:
- 2 World Tour: Lampre-Merida, Lotto Soudal
- 8 equips continentals professionals: Caja Rural-Seguros RGA, CCC Sprandi Polkowice, Delko-Marseille, Funvic Soul Cycles-Carrefour, Nippo-Vini Fantini, Southeast-Venezuela, Team Roth, Verva ActiveJet
- 6 equips continentals: Torku Şekerspor, Parkhotel Valkenburg Continental, Team Hrinkow Advarics Cycleang, Astana City, Alpha Baltic - Maratoni.lv, Unieuro Wilier

## Etapes
| Etapa    | Data      | Ciutats d'etapa       | type                    | Distància (km) | Vencedor de l'etapa           | Líder de la general           |
| -------- | --------- | --------------------- | ----------------------- | -------------- | ----------------------------- | ----------------------------- |
| 1a etapa | 24 de abr | Istanbul – Istanbul   | etapa accidentada       | 129,2          | Przemysław Niemiec            | Przemysław Niemiec            |
| 2a etapa | 25 de abr | Capadòcia – Capadòcia | etapa de mitja muntanya | 154,1          | Peio Bilbao López de Armentia | Przemysław Niemiec            |
| 3a etapa | 26 de abr | Aksaray – Konya       | etapa accidentada       | 158,9          | André Greipel                 | Peio Bilbao López de Armentia |
| 4a etapa | 27 de abr | Seydişehir – Alanya   | etapa accidentada       | 187            | Sacha Modolo                  | Peio Bilbao López de Armentia |
| 5a etapa | 28 de abr | Alanya – Kemer        | etapa plana             | 189,3          | Jakub Mareczko                | Peio Bilbao López de Armentia |
| 6a etapa | 29 de abr | Kumluca – Elmalı      | etapa de muntanya       | 116,9          | Jaime Rosón García            | José Gonçalves Maciel         |
| 7a etapa | 30 de abr | Fethiye – Marmaris    | etapa accidentada       | 128,6          | Sacha Modolo                  | José Gonçalves Maciel         |
| 8a etapa | 1 de maig | Marmaris – Selçuk     | etapa accidentada       | 201,7          | Jakub Mareczko                | José Gonçalves Maciel         |

## Classificació final
|    | Ciclista                 | Equip                  | Temps      |
| -- | ------------------------ | ---------------------- | ---------- |
| 1  | José Gonçalves (POR)     | Caja Rural-Seguros RGA | 32h 31'35" |
| 2  | David Arroyo (ESP)       | Caja Rural-Seguros RGA | + 18"      |
| 3  | Nikita Stalnov (KAZ)     | Astana City            | + 56"      |
| 4  | Lluís Mas Bonet (COL)    | Caja Rural-Seguros RGA | + 2' 13"   |
| 5  | Adam Hansen (AUS)        | Lotto Soudal           | + 4' 46"   |
| 6  | Gregory Henderson (NZL)  | Lotto Soudal           | + 6' 46"   |
| 7  | Stig Broeckx (BEL)       | Lotto Soudal           | + 9' 22"   |
| 8  | Gert Dockx (BEL)         | Lotto Soudal           | + 12' 46"  |
| 9  | Jaime Rosón García (ESP) | Caja Rural-Seguros RGA | + 12' 58"  |
| 10 | Mauro Finetto (ITA)      | Unieuro Wilier         | + 13' 08"  |

## Evolució de les classificacions
| Etapa | Vencedor           | Classificació general | Classificació per punts | Classificació de la muntnaya | Classificació Turkish Beauties | Classificació per equips |
| ----- | ------------------ | --------------------- | ----------------------- | ---------------------------- | ------------------------------ | ------------------------ |
| 1     | Przemysław Niemiec | Przemysław Niemiec    | Przemysław Niemiec      | Rémy Di Grégorio             | Lluís Mas Bonet                | Lampre-Merida            |
| 2     | Peio Bilbao        | Przemysław Niemiec    | José Gonçalves          | Rémy Di Grégorio             | Lluís Mas Bonet                | Caja Rural-Seguros RGA   |
| 3     | André Greipel      | Peio Bilbao           | José Gonçalves          | Rémy Di Grégorio             | Lluís Mas Bonet                | Caja Rural-Seguros RGA   |
| 4     | Sacha Modolo       | Peio Bilbao           | José Gonçalves          | Rémy Di Grégorio             | Lluís Mas Bonet                | Caja Rural-Seguros RGA   |
| 5     | Jakub Mareczko     | Peio Bilbao           | Alberto Cecchin         | Rémy Di Grégorio             | Lluís Mas Bonet                | Caja Rural-Seguros RGA   |
| 6     | Jaime Rosón        | José Gonçalves        | José Gonçalves          | Przemysław Niemiec           | Lluís Mas Bonet                | Caja Rural-Seguros RGA   |
| 7     | Sacha Modolo       | José Gonçalves        | Manuel Belletti         | Przemysław Niemiec           | Lluís Mas Bonet                | Caja Rural-Seguros RGA   |
| 8     | Jakub Mareczko     | José Gonçalves        | Manuel Belletti         | Przemysław Niemiec           | Lluís Mas Bonet                | Caja Rural-Seguros RGA   |
| Final | Final              | José Gonçalves        | Manuel Belletti         | Przemysław Niemiec           | Lluís Mas Bonet                | Caja Rural-Seguros RGA   |